# Demofilo Fidani
Demofilo Fidani (8 de febrero de 1914 – 4 de abril de 1994) fue un director, guionista, productor y actor cinematográfico de nacionalidad italiana.

## Biografía
Nacido en Roma, Italia, dirigió utilizando casi siempre diferentes pseudónimos, entre ellos Miles Deem (el más usado), Danilo Dani, Nedo De Fida, Lucky Dickinson, Sean O'Neal y Dick Spitfire.
Fue un prolífico director entre mediados de los años 1960 e inicios de los 1970, sobre todo del género western. Procedente del diseño de producción, todas sus películas dirigidas por él se caracterizan por un estilo personal fácilmente reconocible: escenas de acción en las que a menudo el protagonista se encuentra solo eliminando a los enemigos de uno en uno, con frecuencia en cañones y aldeas semi-abandonadas, con cabalgadas interminables acompañadas por la música de Coriolano Gori, uso en casi todas las cintas del mismo elenco artístico y buena técnica de rodaje.
En su trabajo colaboró con su compañera Mila Valenza Vitelli (como diseñadora de vestuario y guionista) y con su hija, Simonetta Vitelli (como actriz), que solía utilizar el pseudónimo Simone Blondell.
Fue acusado de falta de originalidad, de utilizar personajes excéntricos y de falta de interés en la continuidad, motivos por los cuales algunos le llamaban  el Ed Wood de los spaghetti western. Thomas Weisser llegó a definirlo como "el peor director de Spaghetti Western", alertando al público sobre sus películas. A pesar de ello, y gracias a su seriedad profesional fue premiado en dos ocasiones por el Ministerio del Espectáculo con la medalla de oro, en 1975 y 1985, durante el evento "Una vita per il cinema".
Además de spaghetti western, también dirigió filmes de gánsteres (Sedia elettrica), thrillers (A.A.A. Massaggiatrice bella presenza offresi...), cintas eróticas (Calde labbra) y comedias sexuales (La professoressa di lingue). 
Los actores que trabajaban habitualmente con él fueron Hunt Powers (también bajo el nombre Jack Betts), Gordon Mitchell, Jeff Cameron, Ettore Manni y Klaus Kinski.
Fidani fue también pintor y escenógrafo y, en sus últimos años, un conocido medium.
Demofilo Fidani falleció en Roma, Italia, en el año 1994.

## Filmografía (selección)

### Director
- 1967 : Prega Dio... e scavati la fossa! (firmada por Edoardo Mulargia, pero dirigida por Fidani[2])
- 1968 : Straniero... fatti il segno della croce!
- 1968 : Ed ora... raccomanda l'anima a Dio!
- 1969 : Passa Sartana... è l'ombra della tua morte
- 1969 : Sedia elettrica
- 1969 : ...e vennero in quattro per uccidere Sartana!
- 1969 : Quel maledetto giorno d'inverno... Django e Sartana... all'ultimo sangue!
- 1970 : Arrivano Django e Sartana... è la fine
- 1970 : Inginocchiati straniero... I cadaveri non fanno ombra!
- 1971 : Per una bara piena di dollari
- 1971 : Giù la testa... hombre!
- 1971 : Giù le mani... carogna! (Django Story)
- 1971 : Era Sam Wallash!... Lo chiamavano... E così sia!
- 1971 : Il suo nome era Pot
- 1972 : Karzan, il favoloso uomo della jungla
- 1973 : A.A.A. Massaggiatrice bella presenza offresi...
- 1973 : La legge della Camorra
- 1973 : Amico mio, frega tu... che frego io!
- 1975 : Furia nera
- 1976 : La professoressa di lingue
- 1976 : Calde labbra

### Diseñador de producción
- 1962 : Ultimatum alla vita, de Renato Polselli
- 1964 : Il mostro dell'opera, de Renato Polselli
- 1966 : È mezzanotte... butta giù il cadavere, de Guido Zurli
- 1966 : 2 once di piombo, de Maurizio Lucidi